# Zaloňov
Zaloňov är en ort i Tjeckien. Den ligger i den nordöstra delen av landet, 110 km öster om huvudstaden Prag. Zaloňov ligger 300 meter över havet och antalet invånare är 415.
Terrängen runt Zaloňov är platt åt sydost, men åt nordväst är den kuperad. Terrängen runt Zaloňov sluttar söderut. Runt Zaloňov är det tätbefolkat, med 397 invånare per kvadratkilometer. Närmaste större samhälle är Hradec Králové, 18,7 km söder om Zaloňov. Trakten runt Zaloňov består till största delen av jordbruksmark.